# Кожатаев, Бахтияр Габитович
Бахтияр Габитович Кожатаев (каз. Бақтияр Ғабитұлы Қожатаев; род. 28 марта 1992, Петропавловск) — казахстанский шоссейный велогонщик, с 2015 по 2018 выступавший за команду Astana Pro Team. Чемпион Азии-2017 в командной гонке с раздельным стартом (ТТТ).

## Карьера
Подписал контракт с Astana Pro Team в октябре 2014 года. Однако, в конце 2018 года в связи с нездоровым[уточнить] сердцем, не позволяющем ему выступать в профессиональных гонках на уровне Мирового Тура UCI, консилиум врачей рекомендовал гонщику завершить активную профессиональную карьеру.

## Достижения
2012
- 3-й на Туре Азербайджана — ГК

2013
- 3-й на Туре Азербайджана — ГК
- 4-й на Туре де л’Авенир — ГК
- 5-й на Grand Prix Cycliste de Saguenay — ГК
- 5-й на Coupe des nations Ville Saguenay (U-23) — ГК

2014
- 2-й на Туре Богемии
- 5-й на Чемпионате Азии по велоспорту в групповой гонке (U-23)

2015
- 1-й на этапе 2 (ТТТ) на Вуэльта Бургоса
- 7-й на Туре Хайнаня

2016
- 1-й на этапе 1 (ТТТ) Джиро дель Трентино

2017
- 1-й  на Чемпионате Азии по велоспорту в командной гонке с раздельным стартом (ТТТ)

| ГК | Генеральная классификация |

### Гранд-туры
| Гранд-тур       | 2016 | 2017 |
| --------------- | ---- | ---- |
| Джиро д’Италия  | 65   | —    |
| Тур де Франс    | —    | 93   |
| Вуэльта Испании | —    | —    |

| —  | Не участвовал  |
| НФ | Не финишировал |